# Lamyctes nesiotes
Lamyctes nesiotes är en mångfotingart som beskrevs av Chamberlin 1952. Lamyctes nesiotes ingår i släktet Lamyctes och familjen fåögonkrypare.
Artens utbredningsområde är Bahamas. Inga underarter finns listade i Catalogue of Life.